# Zurindain
Zurindain fue un pueblo español de Navarra.

## Toponimia
El lugar puede aparecer referido como «Zurindain», «Zurundain», «Çuridain», «Zuridain» y «Zurindoain».

## Historia
Hacia mediados del siglo XIX, el lugar figuraba como perteneciente al término de Gollano. Aparece descrito en el decimosexto y último volumen del Diccionario geográfico-estadístico-histórico de España y sus posesiones de Ultramar de Pascual Madoz con las siguientes palabras:

ZURUNDAIN: térm. red. en la prov. de Navarra, part. jud. de Estella, térm. de Gollano: tiene una media legua en cuadro; su terr. es bastante escabroso, pero abunda en yerbas para el ganado lanar, cabrío y vacuno; hallándose sobre la cima de un monte no muy alto, vestigios de un pueblo pequeño derruido, que segun tradicion, se llamaba Chamarcos. Es propiedad del marqués de Forte-Gollano.
(Madoz, 1850, p. 678)